# Murara
A Murara egy kis méretű, rövid életű vulkán, mely a Kongói Demokratikus Köztársaságban emelkedő Nyamuragira vulkán oldalán keletkezett 1976. december 23-án egy vulkánkitörés alkalmával. A vulkán a Kivu-tótól északra, kb. 20 km-re feküdt.

## Története
1976. december 23-án dél körül vulkánkitörés kezdődött a Nyamuragira vulkán délnyugati oldalán fekvő, 1 km hosszúságú hasadék északkeleti végében. A kitörési tevékenység a hasadék három pontjára koncentrálódott, három kis méretű vulkáni kúpot hozva létre. A kúpok nyugati oldala átszakadt, és kis mennyiségű láva ömlött ki nyugati irányban. A következő éjjel az aktivitás központja áttevődött a hasadék délnyugati végébe, és elkezdődött egy új piroklaszt kúp, a Murara növekedése. Hamu és lapilli szóródott a Murara 1 km-es körzetében, a kráter délnyugati oldalán megnyílt áttörésben lávakiömlés keletkezett. További lávaömlések kezdődtek 1977. január 6-án és 10-én.
Január 18-án a Murara már 150 m magas volt, a kiömlési nyílástól 150 m-re 10 m/perc lávafolyási-sebességet mértek. A kitörések intenzitása megnövekedett, a 2 másodperces gyakoriságú  kilövellések során 500–600 m magasra repültek az apró kődarabok.
Január 27-én a Murara északi lábánál folytatódott a lávaömlés. Január 28-án hat mellékkráter nyílt a Murara északi oldalán, a központi krátertől 200 m-es távolságon belül. A kiömlő lávafolyamok hamarosan egyesültek, a lávafolyam 28-án már 6 km-re volt a Murarától. Február 10-én 60 m átmérőjű lávatavat figyeltek meg a vulkán kráterében.
1997. január 30-án a Nyamuragira a hegy északi oldalán tört ki, ettől kezdve a Murara kitörései egyre gyengébbek lettek, és áprilisra teljesen meg is szűntek.